# Alberto Eva
Alberto Eva (Firenze, 5 febbraio 1940 – Firenze, 8 aprile 2022) è stato uno scrittore italiano.

## Biografia
Dopo le elementari, frequenta la Scuola di Avviamento Commerciale Giovanni da Verrazzano. 
Finita la scuola, nel 1955 comincia a lavorare come stenodattilografo presso la Mercantile S.p.A., azienda dedita alla commercializzazione di caffè torrefatto e prodotti “coloniali”. Contemporaneamente si dedica allo studio, in autonomia, dei grandi classici della letteratura.
Nel 1967 lascia il lavoro come impiegato e diventa tappezziere in stoffa, sulle orme del padre.
Cinque anni dopo, stimolato dalla lettura di La donna della domenica di Carlo Fruttero e Franco Lucentini, scrive un romanzo giallo che nel 1978 vincerà il Premio Gran Giallo Città di Cattolica e uscirà tra i Gialli Arnoldo Mondadori Editore nel 1980: Ve lo assicuro io.
Diventa così uno tra i primi autori italiani pubblicati in quella collana, il primo negli anni Ottanta, dopo Loriano Macchiavelli e Carla Fioravanti Bosi.
Dal 2000 riprende a pubblicare romanzi e racconti, con varie case editrici, perlopiù toscane.
Tra il 2016 e il 2020 cura alcune antologie di racconti, nel nome di Graziano Braschi, «autore, disegnatore satirico, saggista, curatore d’antologie, organizzatore culturale e parecchio altro» scomparso nel 2015.
L’ultimo libro pubblicato è A modo mio, che viene presentato in pubblico da Leonardo Gori.
Nella mole di lavori ancora inedita si segnalano un folto epistolario e un lungo testo autobiografico intitolato Ho visto cose che voi omologati… Quando Firenze era a misura d’òmo. Un viaggio, di Alberto Eva.
Tra le maggiori influenze, spiccano gli scrittori in lingua inglese: Joseph Conrad, James Joyce, Robert Louis Stevenson, Raymond Chandler, John Dos Passos, William Faulkner, Herman Melville, John Steinbeck. 
I maggiori punti di riferimento tra gli autori italiani sono invece  Alberto Arbasino, Carlo Emilio Gadda e Marcello Marchesi.

## Opere

### Romanzi
- Ve lo assicuro io, Milano, Arnoldo Mondadori, 1980 [vincitore del Premio Gran Giallo Città di Cattolica nel 1978]
- Per così poco…, Firenze, Pagnini e Martinelli, 2000.
- Sognando la California, Massarosa, Marco Del Bucchia, 2009.
- Raccolto rosso, Firenze, Barbès, 2011.
- A modo mio, Pisa, Felici, 2021.

### Raccolte di racconti
- La sentenza: quattro racconti tra giallo e nero, Firenze, Pagnini e Martinelli, 2002 [contiene Amicizia, Interparete, Duecento lire, La sentenza].
- Citofonare Daniela o Cecilia: due racconti gialli [a nome Eva di Martino, pubblicato insieme a Linda di Martino], Firenze, Pagnini e Martinelli, 2003 [contiene Panna montata].
- Crescendo fiorentino: tre passi nel giallo a misura delle gambe dell’autore, Massarosa, Marco Del Bucchia, 2014 [contiene Ballava bene, quel ragazzo, La macchina di’ Biagiotti, Movimenti sospetti].

### Altro
- Quando la Mercantile non era ancora Samer, Firenze, stampato in proprio, 2014.

### Racconti pubblicati in antologie
- Un tesoro di bambina, in Toscana Delitti e misteri: racconti gialli e neri, a cura e con postfazione di Graziano Braschi, Firenze, Carlo Zella, 2000.
- Tempo perduto in ricerche…, in Delitti per ridere: racconti giallo-comici, Firenze, Carlo Zella, 2001.
- L’appestato, in Almanacco del Giallo Toscano 2004, a cura di Graziano Braschi e Luca Conti, San Miniato, FM, 2003.
- Panna montata, in Eva di Martino, Citofonare Daniela o Cecilia: due racconti gialli, Firenze, Pagnini e Martinelli, 2003.
- L’amata, in Giallo di Maremma: racconti gialli e noir, Pitigliano, Laurum, 2004.
- Essere, in Delitti di carta – Nuova serie, n. 4, maggio 2005, Pistoia, Libreria dell’Orso.
- In sua memoria, in Crimini etruschi, Pitigliano, Laurum, 2006.
- Frattura non componibile, in Delitti per sport: storie gialle e noir, Massarosa, Marco Del Bucchia, 2007.
- Movimenti sospetti, in Il conto dei giorni: raccolta di scritti in occasione dei cento anni di Adino Pagnini, a cura di Sara Pagnini, Firenze, Pagnini, 2008.
- Hortus conclusus, in L’ombra del sospetto: storie gialle e noir, Massarosa, Marco Del Bucchia, 2009.
- Picciolo mondolo antittolo, in Riso nero: gialli comici, brividi brevi e comici microcefali: diversi modi per ridere in noir, a cura di Graziano Braschi e Mauro Smocovich, Milano, Delos Books, 2010.
- Anniversari, in Riso nero: gialli comici, brividi brevi e comici microcefali: diversi modi per ridere in noir, a cura di Graziano Braschi e Mauro Smocovich, Milano, Delos Books, 2010.
- L’infanzia di Stephen (King), in Riso nero: gialli comici, brividi brevi e comici microcefali: diversi modi per ridere in noir, a cura di Graziano Braschi e Mauro Smocovich, Milano, Delos Books, 2010.
- Dernier Cri, in Anonima assassini/4: le storie di Orme Gialle 2010, Massarosa, Marco Del Bucchia, 2010 [vincitore del Premio Orme Gialle 2010].
- Mai (più) senza fucile, in Anonima assassini/5: le storie di Orme Gialle 2011, Massarosa, Marco Del Bucchia, 2011.
- Sciupata, in Toscana in giallo, a cura di Giuseppe Previti, Genova, Fratelli Frilli, 2012.
- The Ransom of Red Chief, in Sulle tracce dell’Autore, a cura di Massimo Sozzi e Riccardo Parigi, Arcidosso, Effigi, 2014.
- Estremo insulto, in Parole per strada: Lasciami andare, Rovereto, Il furore dei libri, 2015.
- Ancilla, in Firenze capitale noir: storie nere di Firenze capitale (1865-1871), a cura di Graziano Braschi, Cascina, Carmignani, 2015.
- Deep South, in Pistoia in giallo, a cura di Giuseppe Previti, [s.l.], Felici/Istos, 2015.
- Si giura solo una volta, in Firenze in giallo, a cura di Andrea Gamannossi, [s.l.], Felici/Istos, 2015.
- Non violentare, in Premio Antichi Orizzonti: antichi fiumi: scorci, attività, passatempi: seconda edizione/2015, Cascina, Carmignani, 2015.
- Amore non so, in Grazie, Graziano: un tributo in giallo a Graziano Braschi, a cura di A. Eva, Cascina, Carmignani, 2016.
- Boccuccia di rosa, in Passata è la tempesta: dell’alluvione, e di altre calamità: narrazioni in giallo e in nero raccolte da Alberto Eva, Staffoli, Carmignani, 2017.
- In fondo al tuo braccio, in Un’idea di giallo. O di noir: narrazioni raccolte da Alberto Eva, Staffoli, Carmignani, 2018.
- Ai nostri posti ci ritroverai, in Il giallo, il noir e Marilyn: narrazioni raccolte da Alberto Eva, Staffoli, Carmignani, 2019.
- Un errore della geografia, in Fantaetruria: racconti tra mistero e fantastico in Toscana, a cura di Luca Ortino e Gian Filippo Pizzo, Staffoli, Carmignani, 2019.
- Il riscatto, in A modo nostro: il giallo, il noir, secondo noi. E ci dispiace per gli altri: narrazioni raccolte da Alberto Eva, Staffoli, Carmignani, 2020.